# Темкин, Овсей
Овсей Темкин (англ. Owsei Temkin; 6 октября 1902, Минск, Российская империя — 18 июля 2002, Балтимор, штат Мэриленд, США) — немецко-американский историк медицины. Доктор медицины, профессор. Член Национальной академии наук США (1978). Член Американской ассоциации истории медицины (президент в 1958—1960).

## Биография
Родился в семье Самуила Темкина и Анны Раскиной. В 1904 спасаясь от погромов бежал с родителями из Минска в Лейпциг, где Овсей Темкин вырос. После окончания средней школы и гимназии поступил на медицинский факультет Лейпцигского университета, который окончил в 1928. В 1928—1932 занимался исследованиями в области истории медицины под руководством Генри Е. Зигериста.
С приходом нацистов к власти эмигрировал в США в 1932, где вместе с Зигеристом принимал участие в создании при Университете Джонса Хопкинса Института истории медицины, в 1958—1968 возглавлял его. В период с 1948 по 1968 редактировал «Бюллетень истории медицины».